# John Berg
John Berg (ur. 1970) – katolicki prezbiter, trzeci przełożony generalny Bractwa Kapłańskiego Świętego Piotra (FSSP), z pochodzenia Amerykanin.
Studiował filozofię w Thomas Aquinas College w Kalifornii, a teologię na Papieskim Uniwersytecie Santa Croce w Rzymie. Wyświęcony na kapłana 6 września 1997 przez biskupa Jamesa Timlina. Na stanowisko przełożonego generalnego FSSP został wybrany 7 lipca 2006 roku przez Kapitułę generalną FSSP w bawarskim domu Bractwa w Wigratzbad. W 2012 roku wybrany na drugą kadencję.